# Radiotelegrafista

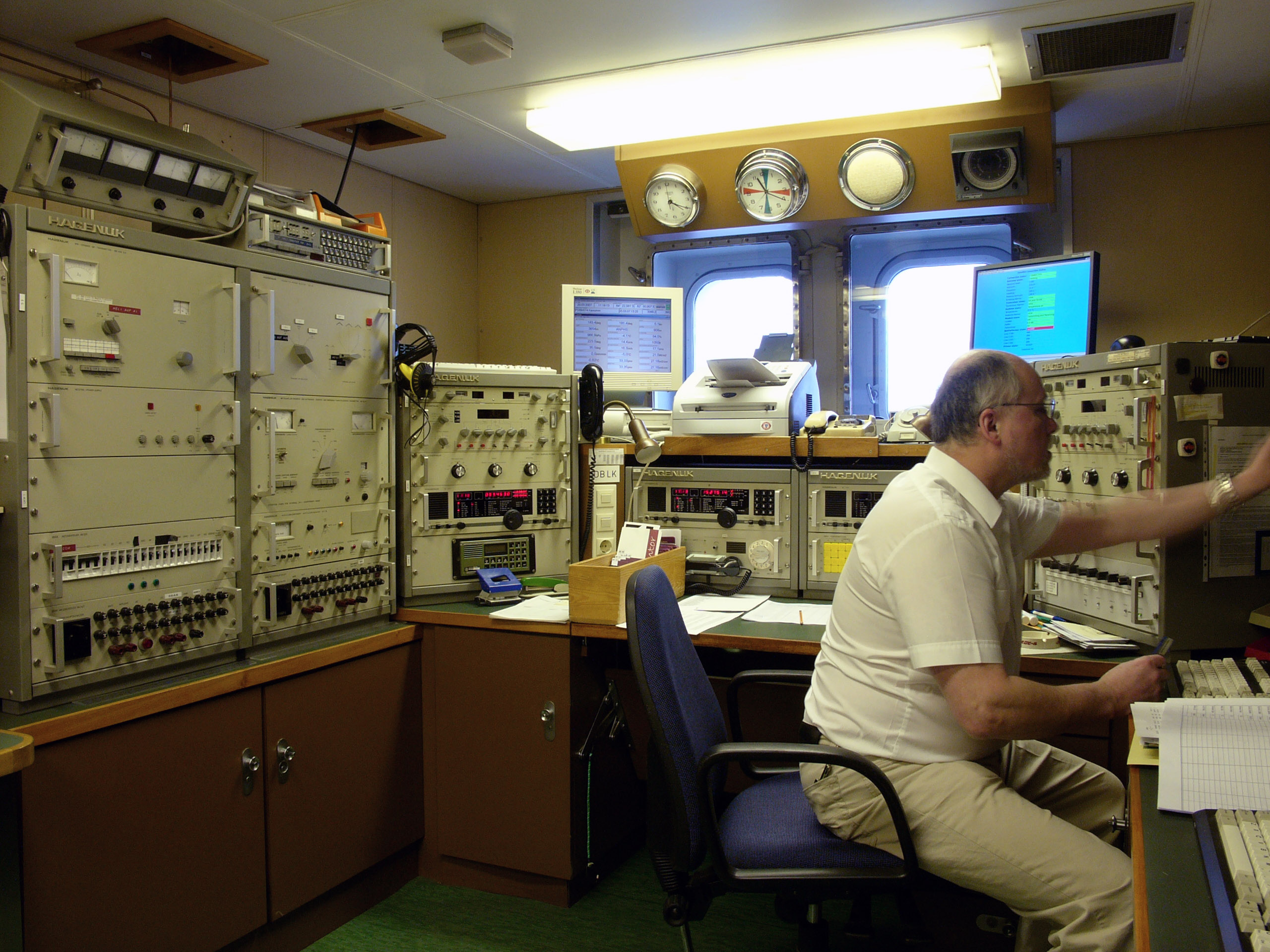
Radiotelegrafista del buque de investigación alemán POLARSTERN

Un radiotelegrafista es una persona que practica la radiotelegrafía.

## Radiotelegrafistas profesionales
- Radiotelegrafista de Marina
- Radiotelegrafista de Estación costera
- Radiotelegrafista aeronáutico (radio-navegación)
- Radiotelegrafista de la Administración de Correos y Telégrafos
- Radiotelegrafista de Ferrocarril
- Radiotelegrafista operador de Radiogoniometría